# Salvador Jové Peres
Salvador Jové Peres (ur. 28 grudnia 1942 w Artesa de Lérida) – hiszpański polityk, rolnik, od 1994 do 2004 deputowany do Parlamentu Europejskiego IV i V kadencji.

## Życiorys
Ukończył studia w zakresie ekonomii i biznesu. Zawodowo zajął się rolnictwem. Należał do założycieli komunistycznej Zjednoczonej Lewicy, był koordynatorem jej programu gospodarczego.
W wyborach w 1994 i w 1999 uzyskiwał mandat posła do Parlamentu Europejskiego. Był członkiem Konfederacyjnej Grupy Zjednoczonej Lewicy Europejskiej i Nordyckiej Zielonej Lewicy. Pracował w Komisji Rolnictwa i Rozwoju Obszarów Wiejskich oraz w Komisji Rybołówstwa. W PE zasiadał do 2004.